# Glypheidea
I glifeidei (Glypheidea) sono un infraordine di crostacei, appartenenti ai decapodi. Comprendono solo due generi viventi (Neoglyphea e Laurentaeglyphea) e numerosissime forme fossili, tipiche dell'era Mesozoica. Si dividono in due superfamiglie, i glifeoidei (Glypheoidea), comprendenti forme come Glyphea, Mecochirus, Meyeria, Pseudoglyphea, Glaessnericaris e Pemphix, e gli Erymoidea, tra cui Eryma, Palaeastacus, Meridecaris, Pustulina, Enoploclytia e Lissocardia.
Glypheoidea Winckler, 1882
- † Chimaerastacidae Amati, Feldmann & Zonneveld, 2004
  - † Chimaerastacus Amati, Feldmann & Zonneveld, 2004
- Glypheidae Winckler, 1882
  - † Cedrillosia Garassino, Artal & Pasini, 2009
  - † Glyphea  von Meyer, 1835
  - Laurentaeglyphea Forest, 2006
  - † Litogaster von Meyer, 1847
  - Neoglyphea Forest & de Saint Laurent, 1975
  - † Paralitogaster Glaessner, 1969
  - † Squamosoglyphea Beurlen, 1930
  - † Trachysoma Bell, 1858
- † Mecochiridae Van Straelen, 1924
  - † Huhatanka Feldmann & West, 1978
  - † Jabaloya Garassino, Artal & Pasini, 2009
  - † Mecochirus Germar, 1827
  - † Meyeria M'Coy, 1849
  - † Praeatya Woodward, 1869
  - † Pseudoglyphea Oppel, 1861
  - † Selenisca von Meyer, 1847
- † Pemphicidae Van Straelen, 1928
  - † Pemphix Meyer, 1840
  - † Pseudopemphix Wüst, 1903
  - † Sinopemphix Li, 1975
- † Platychelidae Glaessner, 1969
  - † Glaessnericaris Garassino & Teruzzi, 1993
  - † Platychela Glaessner, 1931
  - † Platypleon Van Straelen, 1936

† Erymoidea Van Straelen, 1924
- † Erymidae Van Straelen, 1924
  - † Clytiella Glaessner, 1931
  - † Clytiopsis Bill, 1914
  - † Enoploclytia M'Coy, 1849
  - † Eryma von Meyer, 1840
  - † Galicia Garassino & Krobicki, 2002
  - † Lissocardia von Meyer, 1851
  - † Meridecaris Stockar & Garassino, 2013
  - † Palaeastacus Bell, 1850
  - † Paraclytiopsis Oravec, 1962
  - † Protoclytiopsis Birshtein, 1958
  - † Pustulina Quenstedt, 1857
  - † Stenodactylina Beurlen, 1928